# Network for Teaching Entrepreneurship
Das Network for Teaching Entrepreneurship (NFTE Deutschland e.V.) ist ein deutscher Verein, „welcher Selbstvertrauen und Unternehmergeist in öffentlichen und privaten Schulen“ fördern will. Dazu werden für Lehrer Schulungen angeboten und Unterrichtsmaterialien bereitgestellt. Das Ziel des Vereins liegt in der Förderung des Selbstvertrauens, der Eigeninitiative und des Unternehmergeist bei Jugendlichen zwischen 13 und 20 Jahren. Der Verein bietet Lehrern und Lehrerinnen Wirtschaftsfortbildungen in Entrepreneurship Erziehung an.
NFTE, gesprochen „NIFTI“, wurde 1987 in den USA gegründet, und ist dort ein Konzept, um Schüler an nachhaltiges Unternehmertum heranzuführen. Inzwischen finden sich in elf Ländern der Erde NFTE Organisationen. NFTE Deutschland ist Mitglied der Initiative „Unternehmergeist macht Schule“ des Bundeswirtschaftsministeriums.

## Geschichte
1987 wurde das NFTE durch den ehemaligen Unternehmer und Highschool-Lehrer Steve Mariotti in New York City gegründet. 2004 wurde das NFTE in Deutschland gegründet. Seit 2010 ist das NFTE Mitglied der Initiative „Unternehmergeist macht Schule“.

## Finanzierung
Laut Vereinsangaben stammt etwa die Hälfte des jährlichen Etats von 270.000 Euro aus öffentlichen Mitteln, etwa 60.000 Euro kommen von Stiftungen und weitere 50.000 Euro sind Spenden.

## Selbstverständnis
Nach eigenen Angaben fördert das NFTE Kreativität, Unternehmergeist, Eigenständigkeit und Selbstvertrauen bei Jugendlichen zwischen 13 und 20 Jahren und vermittelt Wissen über wirtschaftliche Zusammenhänge.
In Projekten beschäftigen sie sich spielerisch mit der Option einer Unternehmensgründung.

## Kritik
Dem NFTE wird vorgeworfen, massive Lobbyarbeit an Schulen zu betreiben. In den Unterlagen, die an Schüler ausgegeben werden, finden sich viele namentliche Nennungen von Unternehmen (dies ist in Schulbüchern verboten), die als besonders vorbildlich beschrieben werden.
Zum Teil werden Passagen aus Unternehmenswerbung unkritisch abgedruckt: „Sicher hast Du schon einmal die Stadtmöbel von Wall AG gesehen. Dieses Unternehmen hat der Entrepreneur Hans Wall gegründet. Heute beschäftigt es in einer eleganten Firmenzentrale in Berlin und weltweit mehr als 750 Mitarbeiter. […] Übrigens engagiert sich Hans Wall auch für sein soziales Umfeld. Google doch mal die Stichworte ’Wall AG Sponsoring’“.
Die Gewerkschaft Erziehung und Wissenschaft (GEW) klagt über die „einseitige, lobbyistische Einflussnahme auf Schule und Unterricht“. Die GEW findet, eine Beeinflussung „zu Gunsten der Wirtschaft“ sei „klar zu erkennen“.
Prof. Hedtke kritisiert die Versuche von NFTE, „direkt und indirekt auf die staatliche Lehrerfortbildung Einfluss nehmen“ zu wollen.
Im Bundesland Hessen wurde vom Kultusministerium ein vom NFTE zur Verfügung gestelltes Lehrbuch kritisch beurteilt und bekannt gegeben, dass auch in Zukunft keine Werbung bzw. Unterstützung für NFTE geben wird. Mit Erlass vom 11. Juli 2016 wurde die Nutzung des NFTE-Lehrbuchs an hessischen Schulen untersagt – mit u. a. folgender Begründung: „Dieses Lehrbuch entspricht in seiner Aufbereitung nicht den schulrechtlichen Vorschriften und verstößt insbesondere gegen das Werbeverbot, welches in hessischen Schulen besteht.“ Der hessische Landtagsabgeordnete Daniel May (Die Grünen) zählt „Werbung an 50 Stellen“ und ihm ist „schleierhaft, warum es den Gründergeist der Schüler stärken soll, wenn wir solche Bücher zulassen“.
Die Landesschülervertretung Hessen kritisiert NFTE für seine Einflussnahme auf Schule und Unterricht: „Das dazugehörige Heft war voller Marken und Logos. In den Aufgaben stand dann nicht ‚Lisa kauft 20 Flaschen Wasser‘, sondern ‚Lisa kauft 20 Flaschen Coca-Cola mit dem Rabatt, den Edeka anbietet‘. […] Ich finde es krass, dass Unternehmen auf so eine uneingeschränkte Art und Weise mitbestimmen können, was in Schulen passiert.“
Die GEW Hamburg kritisiert die Kooperation des Landesinstitut für Lehrerbildung und Schulentwicklung mit NFTE mit dem Ziel, „Lobbyismus und Meinungsmache wieder aus den Klassenzimmern zu drängen.“
Von 2018 bis 2021 verklagte der Verein Network for Teaching Entrepreneurship Deutschland e.V. einen Lehrer, der Kritik an NFTE und dessen Schülerbuch übte. NFTE unterlag mit Urteil vom 25. Februar 2021 vor dem Landgericht Wiesbaden. Das Landgericht kommt unter anderem zu folgender Einschätzung: „Dass hierdurch die Schüler beeinflusst werden sollen in ihrer Wahrnehmung der Wirtschaft, kann nicht ernsthaft in Frage stehen. […] Der Kläger [NFTE] preist letztendlich die Wirtschaft an, indem er gleichzeitig in seinen Augen erfolgreiche Unternehmen vorstellt, mithin sie bewirbt. Das Buch enthält somit auch Werbung. Wie insofern abgestritten werden kann, es werde Lobbyismus betrieben oder Werbung gemacht, erschließt sich dem Gericht nicht.“